# Festuca novae-zealandiae
Festuca novae-zealandiae là một loài thực vật có hoa trong họ Hòa thảo. Loài này được (Hack.) Cockayne mô tả khoa học đầu tiên năm 1916.